# 见习魔女伊蕾娜
《见习魔女伊蕾娜》是C2C制作的日本电视动画《魔女之旅》的第一集，由笔安一幸编剧，宇和野步导演，于2020年10月2日在AT-X、東京都會電視台、京都放送、SUN電視台、日本BS放送和愛知電視台首播。本集主要改编自輕小說《魔女之旅》的第1卷中的第9章和第13章，故事主要讲述了梦想环游世界的主角伊蕾娜历经挫折，学习成为一名魔女后，离开家乡踏上了旅程。该集得到了普遍正面的评价，评论家赞扬了本集中的战斗场面以及艺术设计，但对剧情方面的评价则褒贬不一。

## 剧情
伊蕾娜自小受魔女妮可的著作《妮可的冒险谭》影响，梦想成為魔女环游世界。14岁时，她通过见习魔女考试，成为了洛贝塔史上最年轻的见习魔女。但要成为正式魔女，她還需要拜一名魔女为师，并得到出师的认可。可是她在故乡一直找不到願意教授她的魔女，后来從父母之口得知林中“星尘魔女”的传闻，便前往森林拜訪“星尘魔女”芙兰，對方也同意收她为徒。
入門一个月，芙兰没有教给她任何魔法相关的知识，只让她處理雜務。某日，芙兰突然说要给伊蕾娜进行考试，内容是与她直接战斗。這場战斗中，芙兰完全压制伊蕾娜并轻松击倒了她，伊蕾娜在绝望中哭泣。芙兰随后坦白，是伊蕾娜的父母担心她的性格会让她在成人后无法回头，请求芙兰教给伊蕾娜失败和挫折的道理。芙兰随后表示伊蕾娜太喜欢忍耐，告诉她要对不称心的事物起身反抗才能保护自己，考试的目的便是教给她这个道理。
在这次“考试”后，芙兰开始对伊蕾娜进行真正的魔法训练。一年后，伊蕾娜打赢了芙兰，后者承认她为一名正式的魔女，授予了她“灰之魔女”的魔女名，名称来源于伊蕾娜灰色的头发。芙兰随后告别了伊蕾娜回到了自己的国家。告别双亲后，伊蕾娜离开家乡开始了旅程。据片尾伊蕾娜的自述，她已经旅行了三年。

## 制作
《见习魔女伊蕾娜》由宇和野步执导，系列编剧笔安一幸撰写剧本，洼冈俊之制作分镜。本集改编自轻小说《魔女之旅》的第1卷中的第9章魔女見習生伊蕾娜和第13章旅程的開始。原作小說的第1卷的首章是魔法師之國，讲述伊蕾娜和沙耶在魔法師之國相識的故事。编剧笔安一幸认为若第一集改编自魔法師之國，會讓從動畫首次接觸本作的觀眾對沙耶有太大的印象，因此決定改以原作中讲述伊蕾娜旅程的開始的章节為開首。
系列监督窪岡俊之表示，在刻画伊蕾娜的形象时，放在首位的是如何让观众对她产生共鸣。他认为在第一集中观众会对身为天才却也吃尽苦头的伊蕾娜产生共鸣，进而会带着守护的心情关注之后的故事，因此决定在第一集中让芙兰“狠狠折磨了一下伊蕾娜”。由于同类带有魔法元素的动画层出不穷，制作团队提前开始研发魔法特效以求创新，并专门聘请了魔法特效的负责人宝井俊介，但最终成果仍未让制作团队感到满意，本集中芙兰家消失的场景，以及部分的魔法攻击场景是少数较符合制作组最初设想的场景之一。
洼冈俊之完成第一集的分镜后，将其交给一位比较年轻的制作人查看，但他看完后的反应不佳，并提出了「伊蕾娜为什么要哭？」、「芙兰为什么一直难为她？」等感想。窪岡视其为这个年龄层观众的感想，认为自己想表达的东西没能很好地传达给观众、没能被观众所理解，并因此感到难受。但第一集播出后得到的正面评价最终使他倍受鼓舞，并让第一集成为窪岡印象最深的一集。
本集中初登场的主角伊蕾娜由本渡枫配音，本渡枫表示在完成本集的配音前有阅读过原作，且本作中伊蕾娜大哭的样子和芙兰“测验”的苛刻，都超乎了她的想象，并给她带来了许多新发现。另一位初登场角色芙兰由花泽香菜配音，花泽香菜表示“真没想到芙兰居然对伊蕾娜那么严厉……不过在她说出真相之后，两人之间确实培养出了感情真是太好了”。原作者白石定规也表示，本集中芙兰以考试的名义欺负伊蕾娜的战斗片段，“比我的想象中还有夸张十倍地狂放魔法”，让他感到震惊和感动。
此外，由于监督窪岡要求笔安「要好好描写吃东西的场景」，本集中伊蕾娜的父亲描写得比原作更爱吃东西，笔安认为窪岡的要求是为了突出“围绕旅行的情感表现”和“每块土地独有的特色”。为了让12集动画能相互联系，制作团队决定将原作第3卷才有描写的日记在第1集就出现，并在后续的剧集中插入伊蕾娜写日记的描写。

## 反响
本集中的战斗场景获得广泛赞誉，动画新闻网的尼古拉斯·杜普雷稱這是他“多年来观看魔法战斗的最有趣的部分”，另一名评论家西伦·马丁也认为该场景让人印象深刻。4Gamer编辑部的maru亦写道本集中魔法动作描繪精心。巴哈姆特的特約編輯Yoru指出《魔女之旅》的動作場景不多，而本集中的魔法戰鬥“可說是意外的紮實用心”。Anime Feminist的梅鲁·克莱维斯则特别赞扬了音乐监督藤田亞紀子对战斗场景的处理，认为他把充满活力、令人满意的魔法声音融入到了战斗中。
本集的艺术设计也得到了评论家的赞扬，动画新闻网的丽贝卡·西尔弗曼称其为一场视觉盛宴，称赞其背景栩栩如生，尤其是房屋的设计，其细节水平也让伊蕾娜的故事发生的世界更显真实；尼古拉斯·杜普雷表示“从她家乡的鹅卵石街道到芙兰小姐居住的被施了魔法的鸟笼/树，有多个风景和/或背景的镜头几乎让我流泪”，西伦·马丁赞扬了本集中伊蕾娜的花园的艺术设计，Yoru称杂草的作畫依然頗为用心，金·莫里西称本集“充满了大量的魅力和可爱的细节”，凯特琳·莫勒认为背景十分“华丽”。梅鲁·克莱维斯也认为艺术设计恰到好处，甚至表示《魔女之旅》的可爱程度无法用言语表达，“一切感觉都应该放在一本精美的艺术书中”。
剧情方面，丽贝卡·西尔弗曼对动画第一集改编自原作插叙的章节感到失望，称其失去了“叙事的魔力”。他认为原小说中先叙述伊蕾娜旅行的经历，再回到她最初是如何开始旅行的写法类似于安托万·德·圣埃克絮佩里的《小王子》（1943年）和伊塔罗·卡尔维诺的《看不见的城市》（1972年），而这些相似之处是故事魅力的一部分。maru则认为动画的改编顺序能让观众更容易进入作品。游戏日报的作者阿弗指出第一集虽登场人物有限，但已大概指明了主人公形象、性格和主要剧情方向，并称赞了本作进入主线速度非常快。Yoru认为第一話中描寫伊蕾娜的受到其他魔女排擠的情況、芙蘭帶給伊蕾娜的成長，還有父母對伊蕾娜的照顧與不捨，讓故事富有現實感的同時，也展現出了溫馨的氣氛。金·莫里西认为本集中的设定相当模糊，未提到伊蕾娜如何学习魔法，以及魔女在于这世上的目的为何，但他仍然表示自己喜欢这种感觉。